# Wesley Newcomb Hohfeld
Wesley Newcomb Hohfeld (9. srpna 1879, Oakland, Kalifornie – 21. října 1918, Alameda, Kalifornie) byl americký právník. Byl autorem knihy stěžejní pro problematiku obecného práva Základní právní koncepce uplatňované v soudní argumentaci a jiné právnické eseje (1919), která vyšla posmrtně na základě dvou článků v Yale Law Journal (1913) a (1917), sedmi dalších esejů a Hohfeldových rukopisných poznámek. Tato práce zůstává silným příspěvkem k modernímu chápání povahy lidských práv a důsledků svobody.

## Kariéra
Wesley Newcomb Hohfeld se narodil v Kalifornii v roce 1879. V roce 1901 absolvoval Kalifornskou univerzitu v Berkeley. Pokračoval na právnické fakultě Harvardovy univerzity, kde působil jako redaktor Harvard Law Review a promoval v roce 1904 s vyznamenáním. Po ukončení studia až do roku 1914 Hohfeld učil na právnické fakultě Stanfordovy univerzity. Poté přešel na právnickou fakultu Yaleovy univerzity, kde učil až do své smrti v roce 1918. Po Hohfeldovi je pojmenována katedra na Yaleově univerzitě. Vedoucím katedry je v současné době Gideon Yaffe (od roku 2012), před ním funkci zastával Jules Coleman.

## Hohfeld jako profesor právní vědy
Právní věda je odvětví filozofie, které se zabývá principy práva a právními systémy, jejichž prostřednictvím se právo uplatňuje. Hohfeldův hlavní přínos byl ve zjednodušení; vytvořil velmi přesnou analýzu, která přesně vymezila základní právní pojmy a následně identifikovala rámec vztahů mezi nimi. Jeho práce nabízí sofistikovanou metodu dekonstrukce širokých právních principů na jejich dílčí prvky. Tím, že výsledná analýza ukazuje, jak jsou právní vztahy vzájemně propojeny, osvětluje politické důsledky a identifikuje problémy, které vyvstávají při praktickém rozhodování.

## Hohfeldova analýza

### Přehled
Hohfeld si všiml, že i respektovaní právníci spojují různé významy termínu právo, někdy mění významy slova několikrát v jediné větě. Napsal, že taková nepřesnost jazyka je odrazem nepřesnosti myšlení, a tedy i z toho vyplývajících právních závěrů. Aby usnadnil právní argumentaci a objasnil pravidla rozhodování soudů, pokusil se vyjasnit pojem práva tím, že jej rozdělil do osmi odlišných pojmů. Aby eliminoval nejednoznačnost, definoval tyto pojmy vůči sobě navzájem a seskupil je do čtyř párů právních protikladů a čtyř párů právních souvztažností (korelativů).
|                   |  | (1)                              | (2)                                 | (3)                                  | (4)                                         |
| PRÁVNÍ PROTIKLADY |  | Právo(Right) Bezpráví (No-Right) | Výsada (Privilege) Povinnost (Duty) | Pravomoc (Power) Bezmoc (Disability) | Imunita (Immunity) Zodpovědnost (Liability) |

|                   |  | (1)                            | (2)                                    | (3)                                       | (4)                                    |
| PRÁVNÍ KORELATIVY |  | Právo (Right) Povinnost (Duty) | Výsada (Privilege) Bezpráví (No-Right) | Pravomoc (Power) Zodpovědnost (Liability) | Imunita (Immunity) Bezmoc (Disability) |

Toto použití slov právo a výsada odpovídají pojmům právo na svobodu (liberty right, právo nijak neomezující ostatní) a nárok na svobodu (claim right, tedy právo nárokovaní na ostatních).
Hohfeld tvrdil, že právo a povinnost jsou korelativní pojmy, tzn. že jeden musí vždy odpovídat tvrzení o druhém. Pokud má A právo vůči B, je to ekvivalentní k tomu, že B má povinnost ctít právo A. Pokud B nemá žádnou povinnost, znamená to, že má výsadu, tzn. že B si může dělat, co chce, protože nemá žádnou povinnost se toho zdržet. Každý jedinec se nachází v matici vztahů s ostatními jedinci. Sečtením držených práv a povinností ve všech těchto vztazích může analytik identifikovat stupeň svobody – A by měl dokonalou svobodu, pokud nemá povinnost zdržet se jakéhokoli jednání a ostatní mají povinnost nikdy nezasahovat do jednání A – a zda je koncept svobody obsažen ve společenských praktikách, které vytvářejí obecné morální zásady a občanská práva.

### Příklady Hohfeldovy analýzy
Hohfeld definoval korelativy z hlediska vztahů mezi dvěma jednotlivci. V teorii „práv in rem“ existuje přímý vztah mezi osobou a věcí. Skutečná práva jsou v tomto ohledu rozdílná od nároků a „práv in personam“, která musí být ze své podstaty uplatňována vůči osobě - nejlepším příkladem je, když někdo někomu dluží peníze. Hohfeld tvrdil, že tento způsob chápání práv je obecně špatný. zejména poukazoval na to, že neexistuje nic takového jako právní vztah mezi osobou a věcí, neboť právní vztah vždy funguje mezi dvěma lidmi. Protože právní vztahy mezi jakýmikoli dvěma lidmi jsou složité, je užitečné je rozdělit do jejich nejjednodušších forem. Zákonná práva neodpovídají jednotlivým Hohfeldovým vztahům, ale jsou jejich složeninou. Právo lze definovat jako souhrn hohfeldovských vztahů k ostatním lidem.
Hohfeld nahrazuje pojem „právo in personam“ výrazem „paucitální právo“ (paucital right, lat. paucus - málo) a „právo in rem“ složeninou nebo souhrnem „multitálních práv“ (lat. multus - mnoho). Práva osoby proti jedné nebo několika určitým osobám jsou paucitální (nebo „in personam“) a práva osoby proti velké neurčité třídě lidí jsou multitální (nebo „in rem“). Smluvní právo je paucitální (nebo „in personam“), protože je lze vymáhat pouze proti konkrétním stranám smlouvy. Vlastnické právo je multitální (neboli „in rem“), protože vlastník pozemku má právo vyloučit ze své půdy nejen konkrétní lidi, ale i „celý svět“. Vlastník půdy má mnoho práv, výsad, pravomocí a imunit; jeho multitální práva se skládají z mnoha paucitálních práv. Vlastník má například právo, aby na jeho pozemek nevstupovali jiní lidé, ale vůči komunitě lidí neexistuje pouze jedno takové právo, ale mnoho samostatných, i když obvykle identických práv s tímto obsahem (tolika, kolik je v komunitě jsou lidé). Právě toto Hohfeld nazývá právem multitálním.
V Hohfeldově analýze je svoboda definována absencí povinností i práv. B je svobodný, když nemá žádnou povinnost zdržet se jakéhokoli jednání a když A nemá právo jeho jednání omezit. To B neomezuje ani v rozhodnutí udělat to, co chce A, protože i takové rozhodnutí je podstatou svobody. Nevylučuje to ani možnost, že by B uloží A povinnost, která znamená výsadu pro C. V takové situaci by C neměla žádné právo a musela by se spoléhat na A, že bude povinnost vymáhat. Pravdou je, že svoboda je významná jak z právního, tak z morálního hlediska, protože pouze svoboda zajišťuje, že jedinec má kontrolu nad svou volbou, zda a jak jednat. Pokud něco naruší tuto volbu, přirozenou reakcí je zanevření a hledání nápravy. Korelace mezi právem a povinností nevyhnutelně popisuje způsob, jakým jsou dva lidé omezeni ve své volbě jednat, a vnější pozorovatel nemůže zachytit právní a morální důsledky, aniž by prozkoumal povahu práva, které má A. Tento vztah je tedy kvalitativně odlišný. Zásah do svobody by byl považován za protiprávní, aniž by bylo nutné žádat o podrobné důkazy. Přesto, zda je vztah A s B morálně podezřelý, lze určit pouze vyhodnocením důkazů o tom, co přesně povinnost B vyžaduje, aby B dělal nebo nedělal.